# Okres Opoczno
Okres Opoczno (polsky Powiat opoczyński) je okres v polském Lodžském vojvodství. Rozlohu má 1040,19 km² a v roce 2020 zde žilo 75 524 obyvatel. Sídlem správy okresu je město Opoczno.

## Gminy
Městsko-vesnické:
- Białaczów
- Drzewica
- Opoczno
- Żarnów

Vesnické:
- Mniszków
- Paradyż
- Poświętne
- Sławno

## Města
- Białaczów
- Drzewica
- Opoczno
- Żarnow

## Sousední okresy
| Růžice kompasu | Tomaszów Mazowiecki  | Tomaszów Mazowiecki | Grójec    | Růžice kompasu |
| Růžice kompasu | Piotrków Trybunalski | Sever               | Przysucha | Růžice kompasu |
| Růžice kompasu | Piotrków Trybunalski | Okres Opoczno       | Przysucha | Růžice kompasu |
| Růžice kompasu | Piotrków Trybunalski | Jih                 | Przysucha | Růžice kompasu |
| Růžice kompasu | Radomsko             | Końskie             | Końskie   | Růžice kompasu |